# Sthelota
Sthelota is een geslacht van spinnen uit de familie hangmatspinnen (Linyphiidae).

## Soorten
De volgende soorten zijn bij het geslacht ingedeeld:
- Sthelota albonotata (Keyserling, 1886)
- Sthelota sana (O. P.-Cambridge, 1898)